# Grovticka
Grovticka (Phaeolus schweinitzii) är en svampart som först beskrevs av Elias Fries, och fick sitt nu gällande namn av Narcisse Theophile Patouillard 1900. Enligt Catalogue of Life ingår Grovticka i släktet Phaeolus,  och familjen Fomitopsidaceae, men enligt Dyntaxa är tillhörigheten istället släktet Phaeolus,  och familjen Polyporaceae. Arten är reproducerande i Sverige. Inga underarter finns listade i Catalogue of Life.

## Fnöske
Grovticka har använts vid framställning av fnöske, även om fnösktickan är den art som förknippas med fnösktillverkning. Fnöske är ett läderaktigt, lättantändligt material som framför allt framställts från olika tickor, men även annat liknande material. Fnösket har huvudsakligen haft tre användningsområden: eldslagning, sjukvård och kläder, men har främst förknippats med eldmakande.

## Bildgalleri

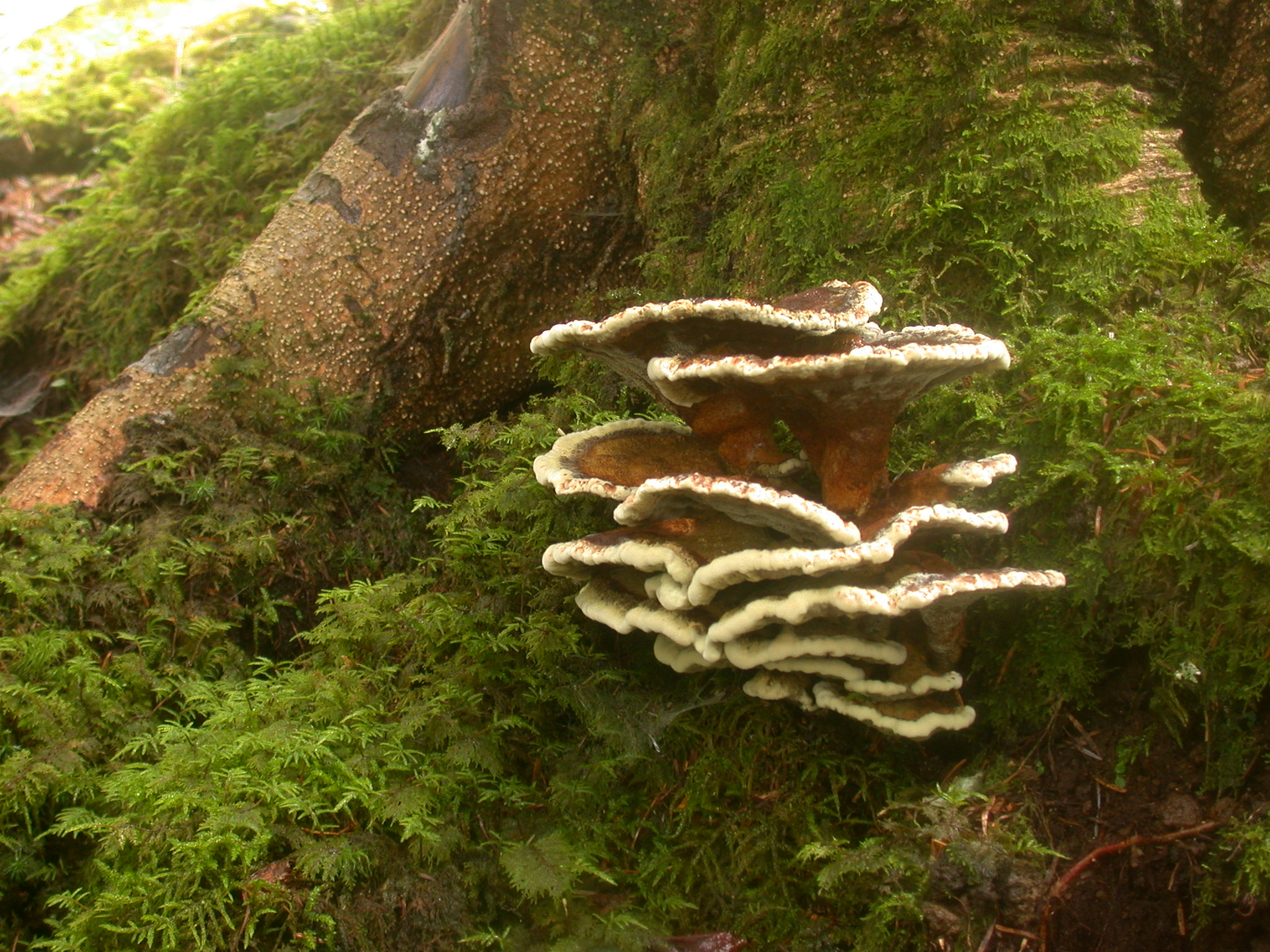
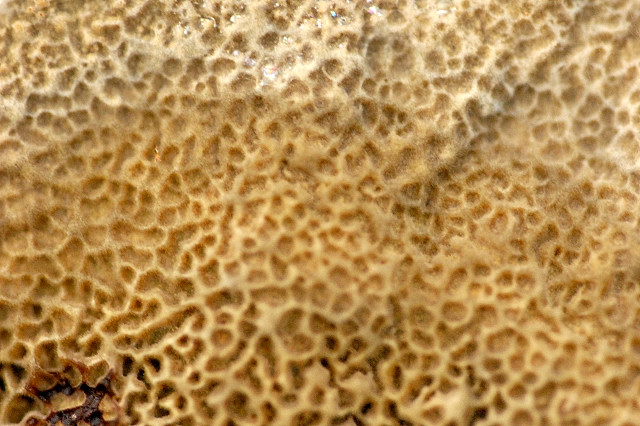
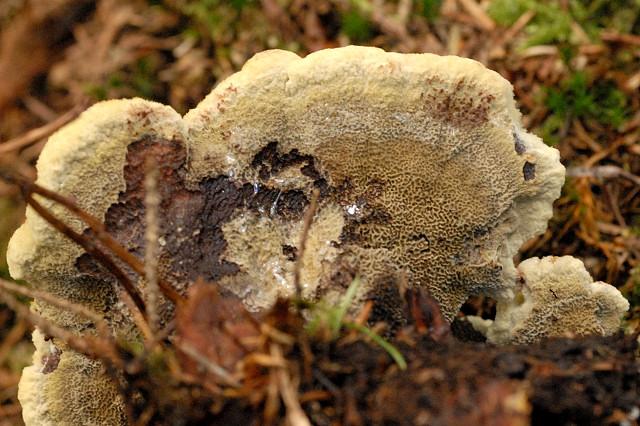